# Приметный иракундус
Приметный иракундус (Iracundus signifer) — вид морских лучепёрых рыб семейства скорпеновых отряда скорпенообразных. Единственный вид монотипического рода.

## Внешний вид и строение
Длина тела до 13 см. В спинном плавнике 12 колючек и 8—9 мягких лучей. В анальном плавнике 3 колючки и 5 мягких лучей. Передняя часть спинного плавника напоминает маленькую рыбку.

## Распространение и места обитания
Обитает в западной части Индийского океана: Южная Африка, Маврикий, Реюньон, а также в Тихом океане: острова Рюкю, Тайвань, а также острова Общества, Кука, Маркизские острова, острова Туамоту, острова Питкэрн и Гавайские острова.

## Образ жизни
Оседлые рифовые рыбы. Обитают на глубине 20—110 м. Живут на песчаных и галечных грунтах под уступами рифов. Хищники. Спинной плавник имитирует маленькую рыбку и используется для приманивания добычи. Есть ядовитые колючки.